# Reguła równoległoboku

Równoległobok. Boki zaznaczono kolorem niebieskim, przekątne – kolorem czerwonym.

Reguła równoległoboku – prawo matematyczne, którego najprostsza postać należy do geometrii elementarnej. Reguła ta mówi, iż suma kwadratów długości czterech boków równoległoboku równa jest sumie kwadratów długości dwóch przekątnych. Dla równoległoboku {\displaystyle ABCD,} zgodnie z oznaczeniami na rysunku obok, można zapisać ją wzorem
{\displaystyle (|AB|)^{2}+(|BC|)^{2}+(|CD|)^{2}+(|DA|)^{2}=(|AC|)^{2}+(|BD|)^{2}.}
Jeżeli równoległobok jest prostokątem, to przekątne mają równe długości, a twierdzenie sprowadza się do twierdzenia Pitagorasa. W ogólności jednak kwadrat długości żadnej z przekątnych nie jest sumą kwadratów długości dwóch boków.

## Przestrzenie unitarne
W przestrzeniach unitarnych wyrażenie reguły równoległoboku sprowadza się do tożsamości algebraicznej nazywanej często właśnie tożsamością równoległoboku:
{\displaystyle 2\|\mathbf {x} \|^{2}+2\|\mathbf {y} \|^{2}=\|\mathbf {x} +\mathbf {y} \|^{2}+\|\mathbf {x} -\mathbf {y} \|^{2},}
gdzie:
{\displaystyle \|\mathbf {x} \|^{2}=\langle \mathbf {x} ,\mathbf {x} \rangle .}

## Przestrzenie unormowane
Większość rzeczywistych i zespolonych unormowanych przestrzeni liniowych nie jest wyposażonych w iloczyny skalarne, ale we wszystkich określone są normy (stąd nazwa). Z tego powodu można obliczyć wartości wyrażeń po obu stronach powyższej równości. Ważnym faktem jest, iż jeżeli spełniona jest powyższa tożsamość, to norma musiała powstać w standardowy sposób z pewnego iloczynu skalarnego (została przez niego indukowana). Dodatkowo iloczyn skalarny ją generujący wyznaczony jest jednoznacznie, co jest konsekwencją tożsamości polaryzacyjnej; w przypadku rzeczywistym dany jest on wzorem
{\displaystyle \langle \mathbf {x} ,\mathbf {y} \rangle ={\frac {\|\mathbf {x} +\mathbf {y} \|^{2}-\|\mathbf {x} -\mathbf {y} \|^{2}}{4}}}
lub, równoważnie,
{\displaystyle {\frac {\|\mathbf {x} +\mathbf {y} \|^{2}-\|\mathbf {x} \|^{2}-\|\mathbf {y} \|^{2}}{2}}} albo {\displaystyle {\frac {\|\mathbf {x} \|^{2}+\|\mathbf {y} \|^{2}-\|\mathbf {x} -\mathbf {y} \|^{2}}{2}}.}
W przypadku zespolonym wzór ma postać:
{\displaystyle \langle \mathbf {x} ,\mathbf {y} \rangle ={\frac {\|\mathbf {x} +\mathbf {y} \|^{2}-\|\mathbf {x} -\mathbf {y} \|^{2}}{4}}+i{\frac {\|i\mathbf {x} -\mathbf {y} \|^{2}-\|i\mathbf {x} +\mathbf {y} \|^{2}}{4}}.}